# 2-cm Flak 30
« 2 cm Flak 38 » redirige ici. Pour les autres significations, voir Flak 38.
Les Flak 30 (Flugabwehrkanone 30) et Flak 38 étaient des canons antiaériens de 20 mm utilisés par la Wehrmacht au cours de la Seconde Guerre mondiale. 
Souffrant de problèmes d'enrayages, d'une faible cadence de tir et d'une faible vitesse de rotation, le Flak 30 fut supplanté à partir de 1940 par le bien meilleur 2cm Flak 38.
Des deux versions furent développées les :
- KwK 30, adaptation du Flak 30 pour une utilisation dans les tourelles des véhicules blindés
- KwK 38, adaptation du Flak 38 pour une utilisation dans les tourelles des véhicules blindés
- Gebirgsflak 38, Flak 38 adapté pour les troupes alpines allemandes
- Flakvierling 38, quatre tubes (canons) de Flak 38 réunis en une seule pièce d'artillerie

## Illustrations

Un Flak 38 à gauche et un Flakvierling 38 à droite
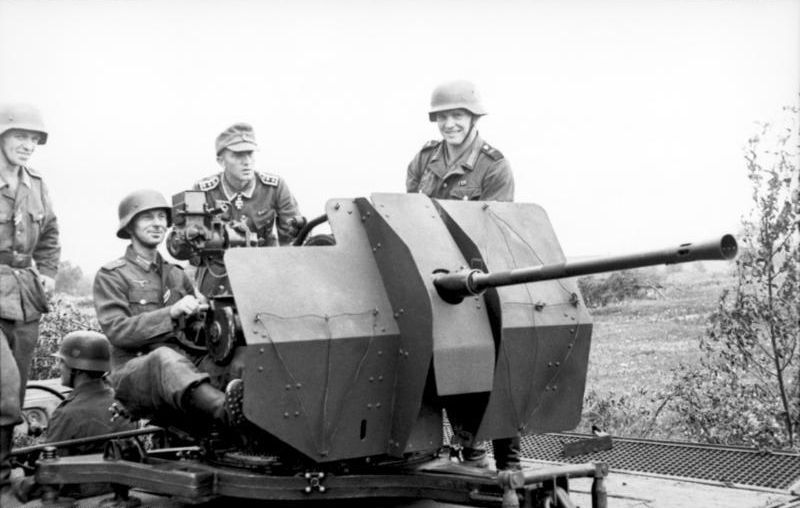
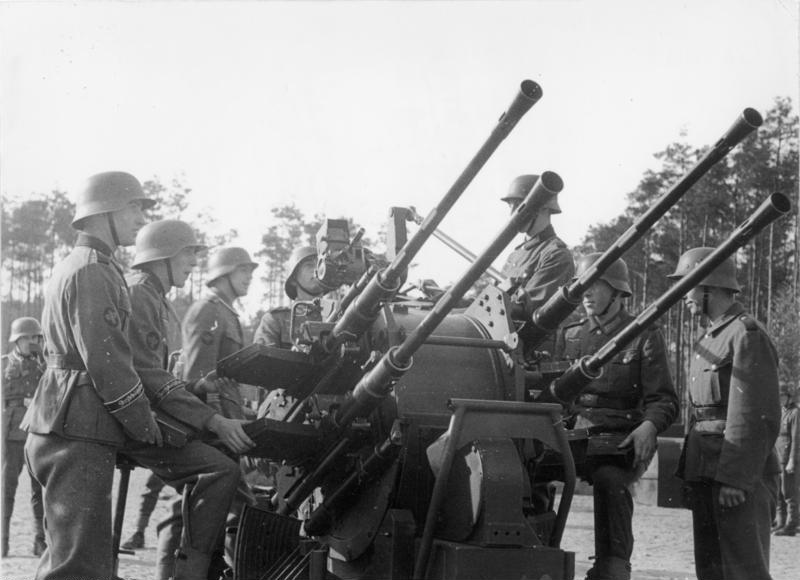